# Liparis arachnites
Liparis arachnites är en orkidéart som beskrevs av Rudolf Schlechter. Liparis arachnites ingår i släktet gulyxnen, och familjen orkidéer. Inga underarter finns listade i Catalogue of Life.